# Liste der Autorenbeteiligungen und Produktionen von Marianne Rosenberg
Dies ist eine Übersicht über die Autorenbeteiligungen und Produktionen der deutschen Schlagersängerin Marianne Rosenberg. Zu berücksichtigen ist, dass Hitmedleys, Remixe, Liveaufnahmen oder Neuaufnahmen des gleichen Interpreten nicht aufgeführt werden.

## A
| Jahr | Titel                                                  | Interpret          | Autor                       | Produzent                   |
| ---- | ------------------------------------------------------ | ------------------ | --------------------------- | --------------------------- |
| 1993 | Abziehbild                                             | Marianne Rosenberg | Grünes Häkchensymbol für ja |                             |
| 2020 | Adriano                                                | Marianne Rosenberg | Grünes Häkchensymbol für ja |                             |
| 2013 | Alles klingt                                           | Schattenherz       | Grünes Häkchensymbol für ja | Grünes Häkchensymbol für ja |
| 2007 | Allet passiert imma nur mir (Everything happens to me) | Marianne Rosenberg | Grünes Häkchensymbol für ja | Grünes Häkchensymbol für ja |
| 1984 | Amerika                                                | Marianne Rosenberg | Grünes Häkchensymbol für ja |                             |
| 2013 | Amour fou                                              | Schattenherz       | Grünes Häkchensymbol für ja | Grünes Häkchensymbol für ja |
| 2000 | Auch wenn ich Wunder brauch                            | Marianne Rosenberg | Grünes Häkchensymbol für ja |                             |

## B
| Jahr | Titel                  | Interpret          | Autor                       | Produzent                   |
| ---- | ---------------------- | ------------------ | --------------------------- | --------------------------- |
| 1993 | Blühendes Alptraumland | Marianne Rosenberg | Grünes Häkchensymbol für ja |                             |
| 1984 | Blume der Nacht        | Marianne Rosenberg | Grünes Häkchensymbol für ja |                             |
| 2013 | Burning House          | Schattenherz       | Grünes Häkchensymbol für ja | Grünes Häkchensymbol für ja |

## C
| Jahr | Titel                             | Interpret          | Autor                       | Produzent |
| ---- | --------------------------------- | ------------------ | --------------------------- | --------- |
| 1993 | C’est la vie (Mein kleiner Prinz) | Marianne Rosenberg | Grünes Häkchensymbol für ja |           |

## D
| Jahr | Titel                                 | Interpret                              | Autor                       | Produzent                   |
| ---- | ------------------------------------- | -------------------------------------- | --------------------------- | --------------------------- |
| 2020 | Da wo Liebe ist                       | Marianne Rosenberg                     | Grünes Häkchensymbol für ja |                             |
| 1984 | Damals                                | Marianne Rosenberg                     | Grünes Häkchensymbol für ja |                             |
| 2011 | Dämonen und Wunder                    | Marianne Rosenberg                     | Grünes Häkchensymbol für ja |                             |
| 1989 | Das Gefühl für dich                   | Marianne Rosenberg                     | Grünes Häkchensymbol für ja |                             |
| 2013 | Das Leben ist schön                   | Schattenherz                           | Grünes Häkchensymbol für ja | Grünes Häkchensymbol für ja |
| 1989 | Dein Blick ist leer                   | Marianne Rosenberg                     | Grünes Häkchensymbol für ja |                             |
| 1993 | Der einzige Mann                      | Marianne Rosenberg                     | Grünes Häkchensymbol für ja |                             |
| 1984 | Der Mann vom Kartell                  | Marianne Rosenberg                     | Grünes Häkchensymbol für ja |                             |
| 2020 | Die Antwort weiß nur der Wind         | Marianne Rosenberg                     | Grünes Häkchensymbol für ja |                             |
| 2011 | Die Ballade von Wolfgang und Brigitte | Wir sind Helden vs. Marianne Rosenberg |                             | Grünes Häkchensymbol für ja |
| 1984 | Die Frau mit den Puppen               | Marianne Rosenberg                     | Grünes Häkchensymbol für ja |                             |
| 1984 | Die Träume sind wild                  | Marianne Rosenberg                     | Grünes Häkchensymbol für ja |                             |
| 2020 | Du berührst mich                      | Marianne Rosenberg                     | Grünes Häkchensymbol für ja |                             |
| 1998 | Du, und wer bist du?                  | Marianne Rosenberg                     | Grünes Häkchensymbol für ja |                             |

## E
| Jahr | Titel                                              | Interpret          | Autor                       | Produzent                   |
| ---- | -------------------------------------------------- | ------------------ | --------------------------- | --------------------------- |
| 2000 | Ein Land ohne Grenzen                              | Marianne Rosenberg | Grünes Häkchensymbol für ja |                             |
| 1989 | Eins / zwei / drei (Ich hab gedacht es ist vorbei) | Marianne Rosenberg | Grünes Häkchensymbol für ja |                             |
| 1984 | Einsamkeit                                         | Marianne Rosenberg | Grünes Häkchensymbol für ja |                             |
| 2013 | Eiszeit                                            | Schattenherz       | Grünes Häkchensymbol für ja | Grünes Häkchensymbol für ja |
| 2000 | Er war wie du                                      | Marianne Rosenberg | Grünes Häkchensymbol für ja |                             |

## F
| Jahr | Titel                  | Interpret          | Autor                       | Produzent                   |
| ---- | ---------------------- | ------------------ | --------------------------- | --------------------------- |
| 1989 | Frieren                | Marianne Rosenberg | Grünes Häkchensymbol für ja |                             |
| 1998 | Für eine Nacht mit dir | Marianne Rosenberg | Grünes Häkchensymbol für ja |                             |
| 2016 | Für immer nur da       | Marianne Rosenberg |                             | Grünes Häkchensymbol für ja |

## G
| Jahr | Titel                   | Interpret                            | Autor                       | Produzent |
| ---- | ----------------------- | ------------------------------------ | --------------------------- | --------- |
| 1989 | Geh vorbei              | Marianne Rosenberg                   | Grünes Häkchensymbol für ja |           |
| 1998 | Geh vorbei (Walk On By) | Marianne Rosenberg                   | Grünes Häkchensymbol für ja |           |
| 2000 | Geh weiter              | Marianne Rosenberg                   | Grünes Häkchensymbol für ja |           |
| 2004 | Geh weiter              | Marianne Rosenberg feat. Yvonne Betz | Grünes Häkchensymbol für ja |           |
| 1993 | Get Up and Dance        | Marianne Rosenberg                   | Grünes Häkchensymbol für ja |           |
| 2000 | Gift                    | Marianne Rosenberg                   | Grünes Häkchensymbol für ja |           |

## H
| Jahr | Titel                            | Interpret                               | Autor                       | Produzent                   |
| ---- | -------------------------------- | --------------------------------------- | --------------------------- | --------------------------- |
| 2007 | Hallo mein Freund                | Marianne Rosenberg                      | Grünes Häkchensymbol für ja | Grünes Häkchensymbol für ja |
| 2020 | Hallo mein Freund (Version 2020) | Marianne Rosenberg                      | Grünes Häkchensymbol für ja |                             |
| 1995 | He Belongs to Me                 | Sin with Sebastian & Marianne Rosenberg | Grünes Häkchensymbol für ja |                             |

## I
| Jahr | Titel                                               | Interpret          | Autor                       | Produzent                   |
| ---- | --------------------------------------------------- | ------------------ | --------------------------- | --------------------------- |
| 2013 | I Tried to Save the World                           | Schattenherz       | Grünes Häkchensymbol für ja | Grünes Häkchensymbol für ja |
| 1989 | Ich denk an dich                                    | Marianne Rosenberg | Grünes Häkchensymbol für ja |                             |
| 2020 | Ich fühl dich                                       | Marianne Rosenberg | Grünes Häkchensymbol für ja |                             |
| 2007 | Ich muß dich wiedersehn (I’ve got to see you again) | Marianne Rosenberg | Grünes Häkchensymbol für ja | Grünes Häkchensymbol für ja |
| 2020 | Im Namen der Liebe                                  | Marianne Rosenberg | Grünes Häkchensymbol für ja |                             |
| 2007 | Im schwarzen Cafe                                   | Marianne Rosenberg | Grünes Häkchensymbol für ja | Grünes Häkchensymbol für ja |

## J
| Jahr | Titel     | Interpret          | Autor                       | Produzent |
| ---- | --------- | ------------------ | --------------------------- | --------- |
| 2004 | Jedermann | Marianne Rosenberg | Grünes Häkchensymbol für ja |           |

## K
| Jahr | Titel                    | Interpret          | Autor                       | Produzent                   |
| ---- | ------------------------ | ------------------ | --------------------------- | --------------------------- |
| 2013 | Kaltes Herz              | Schattenherz       | Grünes Häkchensymbol für ja | Grünes Häkchensymbol für ja |
| 1993 | Kein Mann ist wie du     | Marianne Rosenberg | Grünes Häkchensymbol für ja |                             |
| 1998 | Kein Mann wie jeder Mann | Marianne Rosenberg | Grünes Häkchensymbol für ja |                             |

## L
| Jahr | Titel                 | Interpret          | Autor                       | Produzent                   |
| ---- | --------------------- | ------------------ | --------------------------- | --------------------------- |
| 1984 | Lebenslänglich        | Marianne Rosenberg | Grünes Häkchensymbol für ja |                             |
| 1998 | Liebe 122             | Marianne Rosenberg | Grünes Häkchensymbol für ja |                             |
| 2020 | Liebe ist nicht alles | Marianne Rosenberg | Grünes Häkchensymbol für ja |                             |
| 2013 | Lonely                | Schattenherz       | Grünes Häkchensymbol für ja | Grünes Häkchensymbol für ja |
| 1998 | Lola                  | Marianne Rosenberg | Grünes Häkchensymbol für ja |                             |
| 1998 | Love Me Twice         | Marianne Rosenberg | Grünes Häkchensymbol für ja |                             |
| 1998 | Lover                 | Marianne Rosenberg | Grünes Häkchensymbol für ja |                             |

## M
| Jahr | Titel                          | Interpret                         | Autor                       | Produzent                   |
| ---- | ------------------------------ | --------------------------------- | --------------------------- | --------------------------- |
| 1993 | Manchmal                       | Marianne Rosenberg                | Grünes Häkchensymbol für ja |                             |
| 2000 | Männer gibt’s wie Sand am Meer | Marianne Rosenberg                | Grünes Häkchensymbol für ja |                             |
| 2013 | Mean Girls                     | Schattenherz                      | Grünes Häkchensymbol für ja | Grünes Häkchensymbol für ja |
| 2000 | Mit dir jedesmal               | Marianne Rosenberg                | Grünes Häkchensymbol für ja |                             |
| 1977 | My Sweet Joker                 | Ilja Richter / Marianne Rosenberg | Grünes Häkchensymbol für ja |                             |

## N
| Jahr | Titel                  | Interpret          | Autor                       | Produzent |
| ---- | ---------------------- | ------------------ | --------------------------- | --------- |
| 1991 | Nie mehr so wie es war | Marianne Rosenberg | Grünes Häkchensymbol für ja |           |
| 1991 | Nur eine Nacht         | Marianne Rosenberg | Grünes Häkchensymbol für ja |           |

## O
| Jahr | Titel           | Interpret          | Autor                       | Produzent |
| ---- | --------------- | ------------------ | --------------------------- | --------- |
| 1993 | On My Own Again | Marianne Rosenberg | Grünes Häkchensymbol für ja |           |
| 1993 | One More Cry    | Marianne Rosenberg | Grünes Häkchensymbol für ja |           |

## R
| Jahr | Titel                      | Interpret          | Autor                       | Produzent                   |
| ---- | -------------------------- | ------------------ | --------------------------- | --------------------------- |
| 2010 | Rette mich durch die Nacht | Marianne Rosenberg | Grünes Häkchensymbol für ja |                             |
| 2013 | Rufe meinen Namen          | Schattenherz       | Grünes Häkchensymbol für ja | Grünes Häkchensymbol für ja |

## S
| Jahr | Titel                                    | Interpret                                                           | Autor                       | Produzent                   |
| ---- | ---------------------------------------- | ------------------------------------------------------------------- | --------------------------- | --------------------------- |
| 1998 | Sag mir nie mehr…                        | Marianne Rosenberg                                                  | Grünes Häkchensymbol für ja |                             |
| 2007 | Sag mir wo die Liebe ist (Where is love) | Marianne Rosenberg                                                  | Grünes Häkchensymbol für ja | Grünes Häkchensymbol für ja |
| 1993 | Shakin’                                  | Marianne Rosenberg                                                  | Grünes Häkchensymbol für ja |                             |
| 1998 | Sieben Meere                             | Marianne Rosenberg                                                  | Grünes Häkchensymbol für ja |                             |
| 2016 | Sie tanzt                                | Rico Bernasconi feat. Marianne Rosenberg                            | Grünes Häkchensymbol für ja |                             |
| 2017 | Sie tanzt                                | Rico Bernasconi feat. Marianne Rosenberg (Liedtitel: She’s Dancing) | Grünes Häkchensymbol für ja |                             |
| 1984 | Sonnenfinsternis                         | Marianne Rosenberg                                                  | Grünes Häkchensymbol für ja |                             |
| 2020 | Spiel das Lied nochmal                   | Marianne Rosenberg                                                  | Grünes Häkchensymbol für ja |                             |
| 2004 | Stark genug                              | Marianne Rosenberg                                                  | Grünes Häkchensymbol für ja |                             |
| 1993 | Superstar                                | Marianne Rosenberg                                                  | Grünes Häkchensymbol für ja |                             |

## T
| Jahr | Titel   | Interpret          | Autor                       | Produzent |
| ---- | ------- | ------------------ | --------------------------- | --------- |
| 1991 | Tschàbo | Marianne Rosenberg | Grünes Häkchensymbol für ja |           |

## U
| Jahr | Titel                  | Interpret          | Autor                       | Produzent                   |
| ---- | ---------------------- | ------------------ | --------------------------- | --------------------------- |
| 2013 | Und draußen ist Sommer | Schattenherz       | Grünes Häkchensymbol für ja | Grünes Häkchensymbol für ja |
| 2010 | Und wenn ich sing      | Marianne Rosenberg | Grünes Häkchensymbol für ja |                             |

## V
| Jahr | Titel                 | Interpret          | Autor                       | Produzent |
| ---- | --------------------- | ------------------ | --------------------------- | --------- |
| 1998 | Von der Erde zum Mond | Marianne Rosenberg | Grünes Häkchensymbol für ja |           |

## W
| Jahr | Titel                                                    | Interpret          | Autor                       | Produzent                   |
| ---- | -------------------------------------------------------- | ------------------ | --------------------------- | --------------------------- |
| 2013 | Wach auf                                                 | Schattenherz       | Grünes Häkchensymbol für ja | Grünes Häkchensymbol für ja |
| 2020 | Wann (Mr. 100%)                                          | Marianne Rosenberg | Grünes Häkchensymbol für ja |                             |
| 2000 | Was glaubst du                                           | Marianne Rosenberg | Grünes Häkchensymbol für ja |                             |
| 2007 | Wat Liebe aus uns macht (What is this thing called love) | Marianne Rosenberg | Grünes Häkchensymbol für ja | Grünes Häkchensymbol für ja |
| 1991 | Wegen dir                                                | Marianne Rosenberg | Grünes Häkchensymbol für ja |                             |
| 1999 | Wenn der Morgen kommt                                    | Marianne Rosenberg | Grünes Häkchensymbol für ja |                             |
| 2000 | Wenn er betet                                            | Marianne Rosenberg | Grünes Häkchensymbol für ja |                             |
| 1998 | Wenn es wieder Winter wird                               | Marianne Rosenberg | Grünes Häkchensymbol für ja |                             |
| 1993 | Wenn ich dich betrüge (hört das niemals auf)             | Marianne Rosenberg | Grünes Häkchensymbol für ja |                             |
| 2000 | Wenn ich dich liebe                                      | Marianne Rosenberg | Grünes Häkchensymbol für ja |                             |
| 2020 | Wenn ich wirklich will                                   | Marianne Rosenberg | Grünes Häkchensymbol für ja |                             |
| 1998 | Wenn ick jeh (Wenn ich geh)                              | Marianne Rosenberg | Grünes Häkchensymbol für ja |                             |
| 2020 | Wenn wir lieben                                          | Marianne Rosenberg | Grünes Häkchensymbol für ja |                             |
| 1993 | Wer ist das Mädchen                                      | Marianne Rosenberg | Grünes Häkchensymbol für ja |                             |
| 1998 | Wie ein Leuchtturm                                       | Marianne Rosenberg | Grünes Häkchensymbol für ja | Grünes Häkchensymbol für ja |
| 2000 | Wieder da                                                | Marianne Rosenberg | Grünes Häkchensymbol für ja |                             |
| 1991 | Wo schläfst du                                           | Marianne Rosenberg | Grünes Häkchensymbol für ja |                             |
| 2013 | Wolkenlied                                               | Schattenherz       | Grünes Häkchensymbol für ja | Grünes Häkchensymbol für ja |